# Louis-Mathias de Barral
Pour les articles homonymes, voir Famille de Barral et Barral.
Louis-Mathias-Joseph de Barral, né le 26 avril 1746 à Grenoble et mort le 6 juin 1816 à Paris, fils du conseiller au parlement de Grenoble Charles Gabriel Justin de Barral et de Claudine Françoise Vande de Saint-André, est un homme d'Église français qui fut un des  soutiens de la politique ecclésiastique de Napoléon.

## Biographie
Né à Grenoble le 20 avril 1746, il appartenait à une vieille famille de maîtres de forges d'Allevard et de magistrats dauphinois.
Il fut initié à la loge La Concorde de Sens le 25 octobre 1777 et fut, aussi, dès 1781, membre du Rite Écossais Rectifié - il activa dans la loge La Bienfaisance et l'Égalité de Grenoble dont son frère, Joseph Marie de Barral, marquis de Montferrat, était dignitaire. (voir Dictionnaire de la Franc-maçonnerie sous la direction de Daniel Ligou, PUF, 2005).
Il entra dans les ordres et dut autant à son mérite qu'aux relations de sa puissante famille l'avancement rapide qu'il y obtint. Attaché au cardinal de Luynes, il le suivit à Rome et à son retour devient en 1785 agent général du clergé. En 1787, il est « prieur commendataire du prieuré simple et régulier Saint Jean Baptiste de Mougon, diocèse de Poitiers », tout en résidant à Paris, « rue de Seine, hôtel de Mirabeau, paroisse Saint Sulpice ».
Son oncle, Claude-Mathias-Joseph de Barral, le très mondain évêque de Troyes, dont Taine nous apprend qu'il possédait « la plus belle batterie de cuisine du royaume », l'ayant appelé près de lui comme coadjuteur, lui céda le 5 octobre 1788 son siège épiscopal.
Ayant refusé de prêter le serment à la nouvelle constitution civile du clergé (1791), il émigra en Suisse puis en Angleterre.
Il rentra après le coup d'État du 18 brumaire an VIII, en prêtant serment au gouvernement consulaire, en engageant les prêtres de son diocèse à en faire autant, et en se démettant spontanément de son évêché pour faciliter le Concordat de 1801. À l'origine de ce ralliement figure sans doute l'alliance de son frère aîné, André Horace François de Barral de Rochechinard avec Anne-Amédée de Beauharnais, fille de Fanny de Beauharnais et cousine par alliance de la future impératrice.
Le Premier consul lui confia aussitôt une mission de confiance et de conciliation avec les tenants de la « petite église » dans le diocèse de Poitiers, et, après son succès, le nomma  en 1802 évêque de Meaux, puis à l'institution de l'Empire, aumônier de la princesse Murat, et enfin archevêque de Tours entre 1805 et 1815. À cette époque, ses démêlés avec le préfet-baron de Pommereul sont restés fameux.
Napoléon le chargea de toutes ses délicates négociations avec le pape : il s'en acquitta si bien que l'empereur le fit entrer le 20 mai 1806 au Sénat conservateur. Il le créa comte de l'Empire le 11 août 1808, et lui donna le 3 avril 1813 la grand-croix de l'ordre de la Réunion.
L'archevêque de Tours ne se crut pas délié, par la chute de Napoléon, de ses serments et de la reconnaissance. Il prononça l'oraison funèbre de sa cousine, l'impératrice Joséphine, et Louis XVIII, appréciant cet acte de fidélité si rare surtout à cette époque, l'en récompensa en le nommant deux jours après pair de France.
Le 2 juin 1815, il fut maintenu par l'empereur à la Chambre des pairs pendant les Cent-Jours. Le même jour, il officia pontificalement à la messe du Champ-de-Mai : il refusa toutefois de signer l'Acte additionnel aux Constitutions de l'Empire.
Au retour de Gand, il fut « déclaré démissionnaire » (ou plutôt révoqué par l'ordonnance du 24 juillet 1815), au moment où il donnait lui-même sa démission, par probité politique. Il rédigea un mémoire justificatif de sa conduite, et mourut un an après d'une attaque d'apoplexie à Paris le 6 juin 1816.

## Œuvres
Plusieurs ouvrages relatifs à l'histoire ecclésiastique, et à des questions de polémique religieuse dont :
- Défense des libertés de l'église gallicane, 1817.

## Titres
- Comte de Barral et de l'Empire (lettres patentes du 11 août 1808, Nantes[5])
- Pair de France[6] :
  - 4 juin 1814 (« à titre ecclésiastique ») ;
  - 2 juin 1815 (Cent-Jours) ;
  - Révoqué par l'ordonnance du 24 juillet 1815).

## Distinctions
- Légion d'honneur[7] :
  -  Officier de la Légion d'honneur (1804) ;
  -  Commandeur de la Légion d'honneur (30 juin 1810).
- Grand-croix de l'Ordre de la Réunion (1813)

## Armoiries
| Figure | Blasonnement |
|        | Armes du comte de Barral et de l'Empire Écartelé ; au premier des comtes-sénateurs ; au deuxième, d'or à trois cloches d'azur rangées en fasce ; au troisième d'argent à trois bandes de gueules ; au quatrième, de sinople à la croix pattée d'or., - Livrées : bleu, rouge, jaune et blanc. |
|        | Armes de Louis de Barral, archevêque de Tours et pair de France De gueules, à trois bandes d'argent., |

## Sources
Michel Laurencin: Les relations Eglise-Etat sous le Premier Empire: l'attitude de Mgr de Barral archevêque de Tours, thèse doctorat Lyon III, 1975.
Cet article comprend des extraits du Dictionnaire Bouillet. Il est possible de supprimer cette indication, si le texte reflète le savoir actuel sur ce thème, si les sources sont citées, s'il satisfait aux exigences linguistiques actuelles et s'il ne contient pas de propos qui vont à l'encontre des règles de neutralité de Wikipédia.
- Dictionnaire des parlementaires français, sur le site de l'Assemblée nationale
- Georges Salamand : "Barral, une famille de maître de forges dauphinois" éditions du Fond-de-France 2006-